# Mons Pico

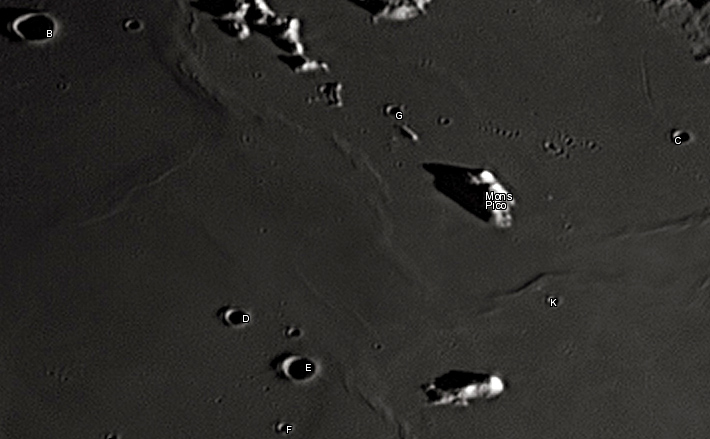
Mons Pico

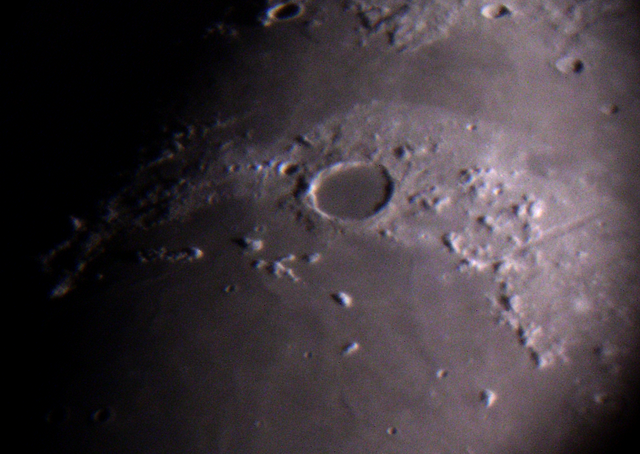
Kráter Plato (uprostřed). Jižně od jeho středu je světlý bod - Mons Pico. Pod ním je menší útvar Mons Pico β.

Mons Pico je samostatná hora v severní části Mare Imbrium (Moře dešťů) na přivrácené straně Měsíce jižně od kráteru Plato. Je součástí vnitřního valu kotliny, který kromě Mons Pico tvoří ještě pohoří Montes Teneriffe, Montes Recti a Montes Spitzbergen. Pohoří Montes Teneriffe je nejblíže, leží severozápadně. Jižně leží nižší hora pojmenovaná Mons Pico β.
Mons Pico je vysoká 2 400 m, její základna má rozměry 15×25 km. Selenografické souřadnice vrcholu jsou 45,8° S a 8,9° Z. Díky své izolované poloze vrhá vrchol výrazný stín, je-li osvětlen slunečním svitem ze šikmého úhlu.

## Pojmenování
Hoře dal jméno německý astronom Johann Hieronymus Schröter, zřejmě podle sopky Pico del Teide na ostrově Tenerife (Kanárské ostrovy), s jejíž výškou porovnával měsíční pohoří.

## Satelitní krátery
V okolí hory se nachází několik menších kráterů. Ty byly označeny podle zavedených zvyklostí jménem hlavního objektu a velkým písmenem abecedy.
| Pico | Sel. šířka | Sel. délka | Průměr |
| ---- | ---------- | ---------- | ------ |
| B    | 46.5° S    | 15.4° Z    | 12 km  |
| C    | 47.2° S    | 6.6° Z     | 5 km   |
| D    | 43.4° S    | 11.3° Z    | 7 km   |
| E    | 43.0° S    | 10.3° Z    | 9 km   |
| F    | 42.2° S    | 10.2° Z    | 4 km   |
| G    | 46.6° S    | 10.4° Z    | 4 km   |
| K    | 44.6° S    | 7.5° Z     | 3 km   |

## Mons Pico v kultuře
- Hora Mons Pico je zmíněna ve vědeckofantastických románech britského spisovatele Arthura C. Clarka Měsíční prach [3], 3001: Poslední vesmírná odysea, Světlo Země a v povídce „Hlídka“.
- Jiný britský spisovatel Hugh Walters zasadil horu Mons Pico do svého sci-fi románu z roku 1957 Blast Off at Woomera.